# 青園雅紘
青園 雅紘（あおぞの まさひろ、1944年9月26日 - ）は、日本の実業家。CSKの元会長。

## 来歴
福井県出身。1968年に滋賀大学経済学部を卒業。同年野村證券へ入社し、1987年取締役、1989年野村投資顧問（現野村アセットマネジメント）常務取締役、1991年野村證券常務取締役を歴任。1995年に大川功にスカウトされCSK代表取締役副社長となり、2000年代表取締役社長、2003年代表取締役会長。2004年から取締役グループ経営会議議長、2005年から取締役会議長を務める。2003年に持分法適用会社のセガ株式を売却後、翌年コスモ証券を子会社化し、2008年にコスモ証券取締役社長を一時兼任。2009年2月CSKホールディングス取締役に降格、同年3月退任した。

## 人物・評価
青園の人物と経営手腕を評するものとして、日下淳の以下の文章を引用する。

## 年譜
- 1944年 - 福井県生まれ
- 1968年 - 滋賀大学経済学部卒業
- 1968年 - 野村證券入社
- 1987年 - 野村證券取締役
- 1989年 - 野村投資顧問常務取締役
- 1991年 - 野村證券常務取締役
- 1995年 - CSK代表取締役副社長
- 2000年 - CSK代表取締役社長
- 2003年 - CSK代表取締役会長
- 2004年 - CSK取締役グループ経営会議議長
- 2005年 - CSK取締役会議長
- 2008年 - コスモ証券取締役社長兼任
- 2009年 - CSK取締役。同年3月辞任。

## 関連人物
- 大川功
- 福島吉治